# Heimar Fischer-Gaaden

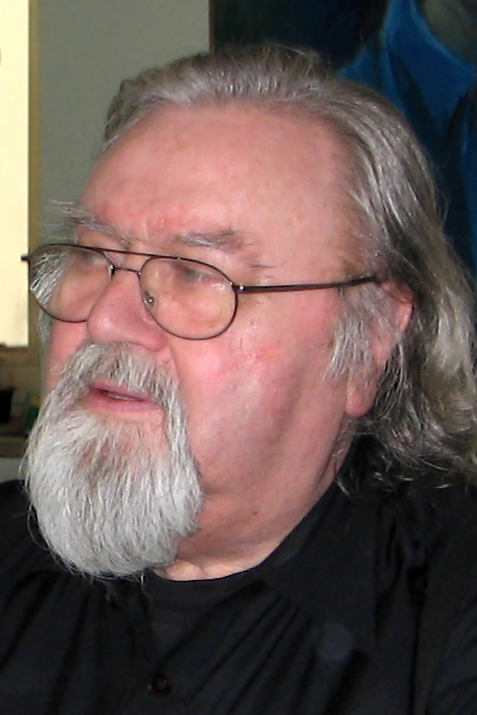
Heimar Fischer-Gaaden

Heimar Fischer-Gaaden (* 22. Februar 1923 in Hannover; † 9. Juli 2014 ebenda) war ein deutscher Porträtmaler.

## Lebenslauf
Heimar Fischer-Gaaden wuchs in Hannover auf. Ab 1954 war er Dozent an der Volkshochschule Hannover. Ab 1955 organisierte er Ausstellungen im Auftrag der Landeshauptstadt Hannover, des Landes Niedersachsen, des Hannoverschen Künstlervereins und des Bundes Bildender Künstler für Niedersachsen.
Von 1959 bis 1966 war er Ausstellungsleiter des Kunstvereins Hannover. 1965 erhielt er den Förderpreis des Niedersächsischen Kunstpreises. 1978 bis 1984 hatte er einen Lehrauftrag an der Fachhochschule Hildesheim.
1979 unterhielt Fischer-Gaaden Wohnung und Atelier unter der Adresse Lemförder Straße 2 im hannoverschen Stadtteil Südstadt.

## Weitere Auszeichnungen
1981 wurde Fischer-Gaaden das Niedersächsische Verdienstkreuz verliehen.

## Werke (Auswahl)
- Mädchenbildnis (Öl, 80 × 60 cm; 1953 auf der Dritten Deutschen Kunstausstellung in Dresden)[5]
- Harlekinade (1951, Öl)[6][7]
- Römische Straße (1952, Tempera)[8][7]

## Ausstellungen (unvollständig)

### Einzelausstellungen
- 1952 Deutsches Theater, Göttingen
- 1953 Kunstverein Braunschweig
- 1969 NDR-Funkhaus, Hannover
- 1973 KUBUS Hannover
- 1978 Galerie im Theater am Aegi, Hannover
- 1979 Galerie am Hagenmarkt, Braunschweig
- 1994 KUBUS Hannover
- 1998 Galerie Koch, Hannover
- 1999 Kunstverein Uelzen

### Beteiligung an Ausstellungen
- 1948 „Junge Kunst in Niedersachsen“, Kunstverein Hannover (Kestner-Museum, Hannover)
- Seit 1949 Frühjahrs- und Herbstausstellungen, Kunstverein Hannover
- Landes- und Gruppenausstellungen, Bund Bildender Künstler für Niedersachsen bbk'68 bis bbk'89 (Orangerie im Großen Garten in Hannover-Herrenhausen, und KUBUS Hannover)
- 1951–62 Haus der Kunst (München)
- 1953 Akademie der Bildenden Künste Dresden
- 1954 „Arbeit - Soziales - Beruf in der Kunst“, Kunstverein Hannover, Veranstalter IG-Metall
- 1955 Galleria d’arte contemporanea, Florenz
- 1956 Kunstverein und Städtisches Museum, Braunschweig
- 1962 Contemporary Art from Lower Saxony, City Art Gallery, Bristol
- Deutscher Künstlerbund, Hochschule für Bildende Künste, Berlin
- 1963 Kunstverein, Köln
- 1967 Sezession, Wien
- 1968 Kunstförderung – Kunstsammlung, 125 Jahre Hannoverscher Künstlerverein, KUBUS Hannover
- 1969 Moderne Kunst aus Privatbesitz in Hannover, Kunstverein Hannover
- 1970 Glasplastik „Galleria Fucina degli Angeli“, Venedig und New York
- 1971 Glasplastik „Galleria Fucina degli Angeli“, Bukarest und im KUBUS Hannover
- Ausstellung hannoverscher Künstler im Hallands Museum, Halmstad (Schweden)
- 1972 Deutsch-Niederländische Kulturtage, Assen
- 1974 Niedersächsische Künstler, Wanderausstellung in Leer, Delmenhorst und Wittmund
- 1975 Hannoversche Künstler in Olsztyn (Polen)
- 1976 Grafiker der „horen“, Hannoverscher Künstlerverein, KUBUS Hannover
- 1978 Die Bildende Kunst und das Tier, Orangerie im Großen Garten in Hannover-Herrenhausen (anlässlich des 200-jährigen Bestehens der Tierärztlichen Hochschule Hannover), Hannoverscher Künstlerverein und Tierärztliche Hochschule Hannover
- 1980 Mensch und Umwelt, Wissenschaftszentrum, Bonn-Bad Godesberg
- 1983 Niedersächsische Künstler, Haneburg, Leer
- Seit 1984 Biennale hannoverscher Künstler im KUBUS Hannover, BBK-Hannover
- 1985 Hannover im Bild – Künstler des 20. Jahrhunderts sehen Hannover und Hannoveraner, Hannoverscher Künstlerverein und Historisches Museum, Hannover
- 1988 „ich, Künstler in Niedersachsen“, Schloss Holdenstedt bei Uelzen, anschließend als Wanderausstellung in neun Städten Niedersachsens
- 1989 Künstlerinnen an der Volkshochschule Dozentinnen stellen sich vor, Volkshochschule Hannover, KUBUS Hannover
- 1996 Künstler verein(t) in Hannover, Hannoverscher Künstlerverein, KUBUS Hannover
- 1999 Drei Künstlergenerationen – Zeit Kontext Authentizität
- Kunstverein Neustadt a. Rbge. e.V., Schloss Landestrost
- 2001 Kunst- und Antiquitätenmesse Herrenhausen, Galerie Koch

## Museen und öffentlichen Sammlungen mit Werken Fischer-Gaadens (mutmaßlich unvollständig)
- Landeshauptstadt Hannover
- Land Niedersachsen (u. a. 1961 Landesgalerie)
- Niedersächsischer Landtag
- Pelikan-Sammlung
- Hannoverscher Künstlerverein
- Galleria Fucina degli Angeli, Venedig
- Historisches Museum, Hannover
- Privatbesitz

## Bibliografie
- Fischer-Gaaden, Heimar. In: Hans Vollmer (Hrsg.): Allgemeines Lexikon der bildenden Künstler des XX. Jahrhunderts. Band 2: E–J. E. A. Seemann, Leipzig 1955, S. 115 (Textarchiv – Internet Archive – Leseprobe).
- Giacomo Cacciapaglia;: Scrittori di lingua tedesca e Venezia. Stamperia di Venezia Editrice, Venedig 1985, ?
- Kunstförderung – Kunstsammlung, Hannoverscher Künstlerverein, Ausstellungskatalog 1968, KUBUS, Hannover, S. ?
- Der Maler Heimar Fischer-Gaaden – Venezianische Bilder 1962–69, Dr. Rudolf Lange, Ausstellungskatalog, NDR-Funkhaus, Hannover
- Ludwig Schreiner: Die Gemälde des 19. und 20. Jahrhunderts (= Katalog der Niedersächsischen Landesgalerie, Hannover), F. Bruckmann, München 1973, s. ?.
- Heimar Fischer-Gaaden – Neue Venezianische Bilder, Dr. Rudolf Lange, Ausstellungskatalog 1973, KUBUS Hannover, Hannoverscher Künstlerverein
- Heimar Fischer-Gaaden – Stadträume, Prof. Lothar Romain, Ausstellungskatalog 1994, KUBUS Hannover, Kulturamt der Landeshauptstadt Hannover
- Verzeichnis Bildender Künstler in Hannover, Kulturamt der Landeshauptstadt Hannover, Schlütersche Verlagsanstalt und Druckerei, 1979
- Kunstauktionshaus Schloß Ahlden, Ahlden/Aller, Katalog 1986, S. ?
- 150 Jahre Hannoverscher Künstlerverein, Chronik 1992, S. ?
- Kastern – Das Kunst & Auktionshaus, Hannover, Katalog Herbst 1994, Katalog Herbst 1997, S. ?
- 40 Jahre „Tage der Neuen Musik Hannover“, Dokumentation 1958–1998, Tage der Neuen Musik Hannover e.V., S. ?
- Kunstkonturen – Künstlerprofile, Bund Bildender Künstler für Niedersachsen, Hannover 1998, S. ?